# Гай Опий (трибун 449 пр.н.е.)
Гай Опий (на латински: Caius Oppius) е политик на Римската република през 5 век пр.н.е.
Произлиза от фамилията Опии. Вероятно е брат на Марк Опий (военен командир на плебеите на Mons Sacer).
През 449 пр.н.е. той е народен трибун с още девет колеги.